# 광저우역
광저우역(广州站)은 중화인민공화국 광저우시에 환시루(环市路)에 위치한 중국 국철, 저우광 철로(九广鐵路), 광저우 지하철의 역이자, 광저우에서 가장 큰 역 중의 하나이다.

## 노선
중국 국철
- 징광 철로
- 광선 철로
- 광샨 철로

광저우 지하철
- 광저우 지하철 2호선
- 광저우 지하철 5호선

## 역사
- 1996년 - 광저우 동역 개장에 따라 강수이(港穂) 직통 열차의 시작 종점이 광저우 동역으로 변경된다.
- 2002년 12월 29일 - 광저우 지하철 2호선 광저우 역 개장.
- 2009년 12월 28일 - 광저우 지하철 5호선 광저우 역 개장.

## 차량
광선 철로
- 신형고속열차 (CRH1) - 선쩐 역~ 광저우 동역 사이 (일부는 광저우 역까지). 캐나다의 봄바디어사의 레지나를 스웨덴에 제공한 차량을 기반으로 기술 제공을 받고, 칭다오의 사방기차차량과 봄바디어의 합작사인 BSP(전복 노르 철 도로 교통 설비 유한 공사)라는 회사가 제조하고 있다.
- K191 - 청두에서 광저우로 가는 고속 열차.

광저우 ~ 홍콩 간 고속철도 열차는 모두 광저우 동역이 종착역이다.

## 수송량
춘절의 최대 승객 수는 약 20만명 (2007년)으로 증가했고, 연중에서도 7 ~ 8만명이 이용한다.

## 버스
광저우 바이윈 국제공항에서 셔틀 버스가 운행되고있다.

## 역세권
의류와 신발, 시계 등 도매 시장(짠시루)이 있고, 역 남쪽 도보로 10분 거리에 월계공원 등이 있다. 여행사나 비즈니스 호텔이 기차역 주위에 모여있지만, 이주 노동자가 많기 때문에 몇 년 전만해도 치안이 나빳다. 유동인구가 워낙 많다보니 공안이 여기저기 위치하고 있으며, 두 명 이상의 배낭여행에도 무리가 없다.
역에서 짠시루까지 도보로 10분, 꾸이화강까지는 버스나 택시로 10분이 채 안걸린다.

## 연계

### 중국 국철
- 징광 철로(京广铁路)
  - 탕씨 역(棠溪站) - 광저우 역
- 광선 철로(广深铁路)
  - 광저우 역 - 윈루 역(雲麓站)

### 광저우 지하철
- 광저우 지하철 2호선
  - 산유안리 역(三元里站) - 광저우 역(広州站) - 越秀公園站(유에씨우꽁위엔 역)
- 광저우 지하철 5호선
  - 시춘 역(西村站) - 광저우 역(广州站) - 샤오베이 역(小北站)

## 같이 보기
- 중화인민공화국의 철도